# Біличанка
Біличанка (біл. Белічанка) — річка у Вітківському і Гомельському районах Гомельської області Білорусі, ліва притока річки Уза (басейн Дніпра).
Довжина річки 30 км. Починається за 1,3 км на північний схід від агромістечка Даниловичі Вітківського району, гирло за 1 км на схід від агромістечка Тереничі Гомельського району. Тече по Гомельському Поліссі. Русло каналізоване на всьому протязі. В заплаві меліоративні канали. Ставки в заплаві на півдні від робочого селища Більшовик і на правому березі біля гирла.